# PanAmSat 22
PanAmSat 22 (auch HGS-1 und AsiaSat 3) war ein Kommunikationssatellit der Asia Satellite Telecommunications Company Limited (kurz AsiaSat) aus Hongkong. Er führte – ursprünglich nicht beabsichtigt – die erste kommerzielle Mission zum Mond durch.

## Mission
Am 24. Dezember 1997 startete AsiaSat 3 mit einer russischen Proton-Trägerrakete von Baikonur aus. Allerdings feuerte das Triebwerk der Oberstufe bei der zweiten Brennung nur eine Sekunde, sodass der Satellit die vorgesehene geostationäre Umlaufbahn verfehlte und in einer Übergangsbahn mit 365 × 35989 km Höhe und 51,6° Bahnneigung verblieb. Die Betreiberfirma ließ den Satelliten bei der Versicherung als Verlust abschreiben.
Später erwarb der Hersteller Hughes Global Systems (HGS) die Rechte an dem nicht nutzbaren Satelliten. Er ließ das Triebwerk des Satelliten zünden und der Satellit flog daraufhin am 13. Mai und am 7. Juni 1998 zweimal eng am Mond vorbei. Durch diese beiden Swing-by-Manöver konnte der Satellit beim Rückflug zur Erde am 19. Juni 1998 die vorgesehene geostationäre Umlaufbahn erreichen. Dafür wurde zwar ein Großteil der 1700 kg Treibstoff verbraucht, aber immer noch weniger, als ohne die Swing-by-Manöver gebraucht worden wäre, um die vorgesehene Umlaufbahn zu erreichen. Diese erste Mondmission in einem kommerziellen Kontext mit zwei Vorbeiflügen war ohne wissenschaftlichen Wert. Dafür war der Satellit nicht ausgerüstet.
Der Betreiber nannte den Satelliten in HGS-1 um und verkaufte ihn im April 1999 an PanAmSat, welche ihn noch bis Juli 2002 als PAS-22 auf 60° West betrieb. Dann ging dem Satelliten der Treibstoff aus und er wurde in einen Friedhofsorbit manövriert. Der schon als Totalverlust abgeschriebene AsiaSat 3 hatte damit immerhin etwa die Hälfte der Lebensdauer von geostationären Satelliten bei regulärem Verlauf der Mission erreicht.